# 比伯县 (佐治亚州)
比伯縣（英語：Bibb County）是美國喬治亞州中部的一個縣。面積693平方公里。根據美國2000年人口普查，共有人口153,887人。縣治梅肯（Macon）。
成立於1822年12月9日。縣名紀念先後任眾議員、參議員、亞拉巴馬州州長的威廉·懷亞特·比伯（William Wyatt Bibb）。